# Temporada 2024-2025 de la UE Figueres
Temporada 2024-2025 de la Unió Esportiva Figueres a la Lliga Elit. El Figueres va flirtejar amb el descens al llarg de tota la temporada, tot  i que va tenir opcions de salvar-se fins al darrer partit al camp de la UE Valls, equip que també lluitava per la permanència, però la derrota contundent per 4-1 contra els vallencs va condemnar l'equip alt-empordanès i el va fer baixar de nou a Primera Catalana, dos anys després del darrer descens.

## Fets destacats

### 2024
- 18 de juny: el club fitxa l'entrenador Héctor Simón.[4]
- 31 d'agost: primera edició del Trofeu Tito Vilanova a Vilatenim contra el filial del Girona FC.[5][6]
- 21 de setembre: primera jornada de lliga al camp del CF Lloret, amb victòria per 2-3.[7]

### 2025
- 24 de maig: darrera jornada de lliga al camp de la UE Valls, amb derrota per 4-1, que costa el descens dels figuerencs a Primera Catalana.[1][3]

## Plantilla
| Núm. | Pos. |               | Jugador                                    | Procedència                 | Temporada |
| ---- | ---- | ------------- | ------------------------------------------ | --------------------------- | --------- |
|      | POR  | Catalunya     | Marcel Expósito Santayana (Expósito)       | UE Quart juvenil            | 2023-2024 |
|      | POR  | Catalunya     | Adrián Buetas Patón (Buetas)               | CFJ Mollerussa              | 2024-2025 |
|      | POR  | Argentina     | Nacho Ferretti (Ferretti)                  | Base Vilobí 2015 CF         | 2024-2025 |
|      | DEF  | Catalunya     | Pau Tubert Clos (Tubert)                   | juvenil                     | 2022-2023 |
|      | DEF  | Catalunya     | Albert Genís Rigall (Genís)                | FC L'Escala                 | 2022-2023 |
|      | DEF  | Catalunya     | Ayoub Jaaidi Abdelkader (Jaaidi)           | FC L'Escala                 | 2022-2023 |
|      | DEF  | Catalunya     | Roger Molas Ribas (Molas)                  | juvenil                     | 2023-2024 |
|      | DEF  | Catalunya     | Zouhair Moustakim (Moustakim)              | FC L'Escala                 | 2023-2024 |
|      | DEF  | Argentina     | Uriel Rodrigo Brugnoni (Brugnoni)          | CF Sant Jaume de Llierca    | 2024-2025 |
|      | DEF  | Catalunya     | Aniol Casellas Solé (Casellas)             | CE Mercantil                | 2024-2025 |
|      | DEF  | Catalunya     | Pere Espuña Sánchez (Espuña)               | CF Peralada                 | 2024-2025 |
|      | MIG  | Catalunya     | Marc Reñé Maurici (Reñé)                   | Reial Oviedo juvenil        | 2021-2022 |
|      | MIG  | Catalunya     | Marc Bech Rodríguez (Bech)                 | FC L'Escala                 | 2023-2024 |
|      | MIG  | Catalunya     | Ot Agné Travé (Agné)                       | Nàstic de Tarragona juvenil | 2023-2024 |
|      | MIG  | Equador       | Peter Gregorio Valencia Manzaba (Valencia) | FC L'Escala                 | 2024-2025 |
|      | MIG  | Catalunya     | Hugo Campi Rueda (Campi)                   | UE Cornellà juvenil (cedit) | 2024-2025 |
|      | MIG  | Catalunya     | Biel Carreras Alonso (Carreras)            | juvenil                     | 2024-2025 |
|      | MIG  | Catalunya     | Gerard Redondo Pertegas (Redondo)          | juvenil                     | 2024-2025 |
|      | MIG  | Argentina     | Santiago Nicolás Rodríguez (Rodríguez)     | Deportivo Riestra           | 2024-2025 |
|      | DAV  | Catalunya     | Xavier Ferrón Palau (Ferrón)               | UE Olot                     | 2022-2023 |
|      | DAV  | Catalunya     | Alex Sánchez Díaz (Sánchez)                | FC L'Escala                 | 2023-2024 |
|      | DAV  | Catalunya     | Mohamed Abouhafs El Baz (Abouhafs)         | FC L'Escala                 | 2023-2024 |
|      | DAV  | Catalunya     | Mahamadou Konteh Baldeh (Konteh)           | FC L'Escala                 | 2024-2025 |
|      | DAV  | Catalunya     | Marc Medina Serra (Medina)                 | CF Peralada                 | 2024-2025 |
|      | DAV  | País Valencià | Adrián Motes Trujillo (Motes)              | CE Atlètic Lleida           | 2024-2025 |
|      | DAV  | Catalunya     | Assane Diao (Diao)                         | juvenil                     | 2024-2025 |
|      | DAV  | Senegal       | Alioune Gueye (Gueye)                      | AE Roses                    | 2024-2025 |
|      | DAV  | Senegal       | Harouna Boiro Balde (Boiro)                | UE Cornellà juvenil         | 2024-2025 |
|      | DAV  | Catalunya     | Marc Pérez Alonso (Pérez)                  | UE Calonge                  | 2024-2025 |

Llegenda:  ·   Capità  ·   Juvenil  ·   Lesionat  ·   Altes  ·   Passaport europeu  ·   Extracomunitari  ·   Extracomunitari sense restricció
Altres jugadors utilitzats en partits amistosos i de lliga: Daniel Mesas Noguer (juvenil), Jordi Julià Urchaga (juvenil)
| Baixes                      | Destinació     |
| Albert Quintanas Oliveras   |                |
| Pol Tarrenchs Casanovas     | CE Bescanó     |
| Khalid Noureddine           | CF Peralada    |
| Arnau Teixidor i de la Rica | CF Peralada    |
| Pol Blay Cadanet            | CF Peralada    |
| Joel Cat Rigau              | CD Banyoles    |
| Pau Soler Ramió             | CD Banyoles    |
| Joan Tubert Clos            | CD Banyoles    |
| Marc Pouget Florido         | FC L'Escala    |
| Josep Vergara Pérez         | UE La Jonquera |
| Ousman Touray               | UA Horta       |

## Resultats
| Amistosos |

| 10 agost 2024 | UE Figueres              | 3 – 0                    | UE Can Gibert | Figueres                                          |  |
| 18:00         | Konteh 3' 38' · Diao 81' | Acta FCF Mundo Deportivo |               | Municipal de Vilatenim · Guillem Blanch Padrosa · |  |

| 17 agost 2024 | CE Bescanó | 1 – 3                    | UE Figueres                        | Bescanó                                           |  |
| 19:00         | Pàmies 72' | Acta FCF Mundo Deportivo | 35' Diao · 43' Espuña · 50' Konteh | Camp de futbol municipal · Marc Boada Barcelona · |  |

| 20 agost 2024                            | UE Olot                         | 3 – 1                    | UE Figueres  | Banyoles                                                           |  |
| 19:30 LV Torneig de l'Estany - Semifinal | Ayala 1' · Moreno 41' · Mas 77' | Acta FCF Mundo Deportivo | 15' Abouhafs | Estadi municipal Miquel Coromina i Morató · Marc Boada Barcelona · |  |

| 22 agost 2024                             | CD Banyoles        | 0 – 3                    | UE Figueres                                 | Banyoles                                                       |  |
| 19:30 LV Torneig de l'Estany - 3r/4t lloc | 73' (p.) Ferrusola | Acta FCF Mundo Deportivo | 28' (p.) Carreras · 68' Valencia · 71' Bech | Estadi municipal Miquel Coromina i Morató · Pau Téllez Soler · |  |

| 28 agost 2024                | UE Olot | 0 – 1                    | UE Figueres | Olot                                                |  |
| 20:00 2n Torneig Benèfic TEA |         | Acta FCF Mundo Deportivo | 51' Sánchez | Estadi Municipal d'Olot · Sergi Rimbau Guillaumes · |  |

| 31 agost 2024                 | UE Figueres | 0 – 4                    | Girona FC B                          | Figueres                                                  |  |
| 19:00 1r Trofeu Tito Vilanova |             | Acta FCF Mundo Deportivo | 7' Garrido · 26' 31' García · 84' Pa | Municipal de Vilatenim · Federico Daniel Cáceres Correa · |  |

| 4 setembre 2024            | UE Tossa   | 1 – 0                    | UE Figueres | Tossa de Mar                                       |  |
| 20:00 Trofeu Vila de Tossa | Moncusi 5' | Acta FCF Mundo Deportivo |             | Camp de futbol municipal · Gerard Gomez Gonzalez · |  |

| 7 setembre 2024 | Palamós CF                                | 3 – 2    | UE Figueres              | Palamós                                           |  |
| 18:30           | Mercader 33' · Ouchen 44' · Antequera 62' | Acta FCF | 49' Motes · 89' Carreras | Nou Estadi de Palamós · Mohamed Elkasmi Elkasmi · |  |

| 8 setembre 2024 | UE Marca de l'Ham | 0 – 2    | UE Figueres             | Figueres                                             |  |
| 18:00           |                   | Acta FCF | 9' Jaaidi · 81' Redondo | Municipal Marca de l'Ham · Adrián González-Carrato · |  |

| 14 setembre 2024 | UE Figueres              | 2 – 1    | CD Banyoles     | Figueres                                                  |  |
| 12:00            | Carreras 13' · Motes 69' | Acta FCF | 25' (p.) Tubert | Municipal de Vilatenim · Federico Daniel Cáceres Correa · |  |

| Lliga Elit |

| 21 setembre 2024 | CF Lloret              | 2 – 3                    | UE Figueres                          | Lloret de Mar                                     |  |
| 18:00 Jornada 1  | Expósito 4' · Lobo 27' | Acta FCF Mundo Deportivo | 44' Carreras · 54' Jaaidi · 83' Diao | Camp de futbol municipal · Enric Montero Casado · |  |

| 29 setembre 2024 | UE Figueres | 1 – 2                    | Palamós CF                  | Figueres                                         |  |
| 17:00 Jornada 2  | Carreras 3' | Acta FCF Mundo Deportivo | 24' Vázquez · 83' Cantarero | Municipal de Vilatenim · Andreu Portero Sellés · |  |

| 5 octubre 2024 | AEC Manlleu | 0 – 0                    | UE Figueres | Manlleu                                              |  |
| Jornada 3      |             | Acta FCF Mundo Deportivo |             | Estadi Municipal de Manlleu · Alfonso García Calbó · |  |

| 12 octubre 2024 | UE Figueres | 0 – 1                    | CF Vilanova i la Geltrú | Figueres                                                   |  |
| 16:00 Jornada 4 |             | Acta FCF Mundo Deportivo | 84' Sasahara            | Municipal de Vilatenim · Vicente Alexandre Muñoz Baquero · |  |

| 20 octubre 2024 | CF Pobla de Mafumet     | 2 – 2                    | UE Figueres            | La Pobla de Mafumet                                             |  |
| 12:00 Jornada 5 | Querol 50' · Guzmán 89' | Acta FCF Mundo Deportivo | 44' Diao · 85' Sánchez | Estadi Municipal de La Pobla de Mafumet · Joan Canos Martínez · |  |

| 27 octubre 2024 | UE Figueres | 0 – 0                    | FC Vilafranca | Figueres                                       |  |
| 17:00 Jornada 6 |             | Acta FCF Mundo Deportivo |               | Municipal de Vilatenim · Aleix Blanch Orduña · |  |

| 1 novembre 2024 | UA Horta                  | 3 – 0                    | UE Figueres | Barcelona                                               |  |
| 12:30 Jornada 7 | López 13' · Vidal 41' 87' | Acta FCF Mundo Deportivo |             | Municipal d'Horta Feliu i Codina · Gerard Creus Soler · |  |

| 10 novembre 2024 | UE Figueres               | 2 – 0                    | UE Rubí | Figueres                                             |  |
| 12:00 Jornada 8  | Moustakim 35' · Gueye 75' | Acta FCF Mundo Deportivo |         | Municipal de Vilatenim · Iker Aguirrebeitia Moreno · |  |

| 17 novembre 2024 | CF Can Vidalet                                                        | 5 – 0                    | UE Figueres | Esplugues de Llobregat        |  |
| 12:00 Jornada 9  | Reinhardt 16' · Ramoneda 31' · Ngom 60' · Lasota 80' · Valenzuela 86' | Acta FCF Mundo Deportivo |             | El Molí · Alex Torres Hoyas · |  |

| 23 novembre 2024 | UE Figueres     | 2 – 2                    | UE Rapitenca            | Figueres                                          |  |
| 17:00 Jornada 10 | Redondo 35' 75' | Acta FCF Mundo Deportivo | 31' Forés · 65' Hurtado | Municipal de Vilatenim · Mohamed Tabiza Ahouary · |  |

| 1 desembre 2024  | UE Figueres | 1 – 0                    | UD San Mauro | Figueres                                        |  |
| 12:00 Jornada 11 | Espuña 87'  | Acta FCF Mundo Deportivo |              | Municipal de Vilatenim · Sergio Cabezas Rubio · |  |

| 14 desembre 2024 | UE Castelldefels          | 2 – 0                    | UE Figueres | Castelldefels                                  |  |
| 16:00 Jornada 12 | Franco 22' · Carrasco 76' | Acta FCF Mundo Deportivo |             | Municipal Els Canyars · Enric Montero Casado · |  |

| 22 desembre 2024 | UE Figueres | 1 – 0                    | Atlètic Sant Just FC | Figueres                                        |  |
| 12:00 Jornada 13 | Bech 44'    | Acta FCF Mundo Deportivo |                      | Municipal de Vilatenim · Alfonso García Calbó · |  |

| 11 gener 2025    | UE Vic                    | 2 – 0                    | UE Figueres | Vic                                                |  |
| 16:00 Jornada 14 | I. Quer 33' · P. Quer 44' | Acta FCF Mundo Deportivo |             | Estadi Hipòlit Planàs · Antonio Berzosa Carballo · |  |

| 19 gener 2025    | UE Figueres | 0 – 0                    | UE Valls | Figueres                                           |  |
| 12:00 Jornada 15 |             | Acta FCF Mundo Deportivo |          | Municipal de Vilatenim · Gabriel Campillo Lucena · |  |

| 26 gener 2025    | UE Figueres | 0 – 2                    | CF Lloret                | Figueres                                       |  |
| 12:00 Jornada 16 |             | Acta FCF Mundo Deportivo | 7' Expósito · 63' Medina | Municipal de Vilatenim · Joan Canós Martínez · |  |

| 1 febrer 2025    | Palamós CF  | 1 – 1                    | UE Figueres | Palamós                                             |  |
| 16:30 Jornada 17 | Garrido 67' | Acta FCF Mundo Deportivo | 72' Bech    | Nou Estadi de Palamós · Iker Aguirrebeitia Moreno · |  |

| 9 febrer 2025    | UE Figueres  | 1 – 1               | AEC Manlleu  | Figueres                                        |  |
| 12:00 Jornada 18 | Agné p' (81) | FCF Mundo Deportivo | 82' Casanova | Municipal de Vilatenim · Enric Montero Casado · |  |

| 15 febrer 2025   | CF Vilanova i la Geltrú | 1 – 2                    | UE Figueres              | Vilanova i la Geltrú                                       |  |
| 17:30 Jornada 19 | Concepción 91'          | Acta FCF Mundo Deportivo | 14' Brugnoni · 94' Gueye | Estadi Associació d'Alumnes Obrers · Aleix Blanch Orduña · |  |

| 23 febrer 2025   | UE Figueres  | 1 – 1                    | CF Pobla de Mafumet | Figueres                                          |  |
| 12:00 Jornada 20 | Casellas 11' | Acta FCF Mundo Deportivo | 58' Querol          | Municipal de Vilatenim · Guillem Blanch Padrosa · |  |

| 9 març 2025      | FC Vilafranca | 0 – 1                    | UE Figueres  | Vilafranca del Penedès                                   |  |
| 12:00 Jornada 21 |               | Acta FCF Mundo Deportivo | 11' Carreras | Estadi ZEM de Vilafranca · Juan Miguel Tébar Hernández · |  |

| 16 març 2025     | UE Figueres     | 1 – 1                    | UA Horta  | Figueres                                                   |  |
| 12:00 Jornada 22 | Ferrón 19' (p.) | Acta FCF Mundo Deportivo | 23' Vidal | Municipal de Vilatenim · Vicente Alexandre Muñoz Baquero · |  |

| 30 abril 2025    | UE Rubí       | 1 – 2                    | UE Figueres       | Rubí                                                 |  |
| 20:00 Jornada 23 | Rodríguez 15' | Acta FCF Mundo Deportivo | 80' 93' Rodríguez | Estadi Municipal Can Rosés · Andreu Portero Sellés · |  |

| 30 març 2025     | UE Figueres                  | 2 – 1                    | CF Can Vidalet | Figueres                                            |  |
| 12:00 Jornada 24 | Rodríguez 29' · Carreras 62' | Acta FCF Mundo Deportivo | 11' Ramoneda   | Municipal de Vilatenim · Antonio Berzosa Carballo · |  |

| 5 abril 2025     | UE Rapitenca             | 2 – 2                    | UE Figueres              | Sant Carles de la Ràpita                           |  |
| 17:00 Jornada 25 | Martínez 3' · Osorio 50' | Acta FCF Mundo Deportivo | 9' Rodríguez · 87' Gueye | Estadi Municipal La Devesa · Sergi Bañó González · |  |

| 13 abril 2025    | UD San Mauro | 0 – 0                    | UE Figueres | Santa Margarida de Montbui                       |  |
| 17:00 Jornada 26 |              | Acta FCF Mundo Deportivo |             | Camp de futbol municipal · Joan Canós Martínez · |  |

| 26 abril 2025    | UE Figueres | 1 – 2                    | UE Castelldefels      | Figueres                                    |  |
| 16:00 Jornada 27 | Gueye 94'   | Acta FCF Mundo Deportivo | 68' 77' (p.) Carrasco | Municipal de Vilatenim · Joan Cols Ràfols · |  |

| 3 maig 2025      | Atlètic Sant Just FC | 1 – 1                    | UE Figueres  | Sant Just Desvern                                   |  |
| 18:00 Jornada 28 | Palacios 26' (p.)    | Acta FCF Mundo Deportivo | 43' Carreras | Camp de futbol municipal · Mohamed Tabiza Ahouary · |  |

| 17 maig 2025     | UE Figueres              | 2 – 2                    | UE Vic            | Figueres                                           |  |
| 16.00 Jornada 29 | Ferrón 8' · Carreras 55' | Acta FCF Mundo Deportivo | 66' 84' (p.) Quer | Municipal de Vilatenim · Mohamed Elkasmy Elkasmi · |  |

| 25 maig 2025     | UE Valls                              | 4 – 1                    | UE Figueres | Valls                                          |  |
| 16:00 Jornada 30 | Garcia 15' 88' · Coch 87' · Palau 89' | Acta FCF Mundo Deportivo | 57' Gueye   | Camp del Vilar · Juan Miguel Tébar Hernández · |  |

## Classificació
| Pos. | Equip                   | J  | G  | E  | P  | GF | GC | DG  | pts. |
| ---- | ----------------------- | -- | -- | -- | -- | -- | -- | --- | ---- |
| 1r   | UE Vic                  | 30 | 13 | 13 | 4  | 42 | 23 | +19 | 52   |
| 2n   | CF Vilanova i la Geltrú | 30 | 15 | 6  | 9  | 47 | 38 | +9  | 51   |
| 3r   | Atlètic Sant Just FC    | 30 | 12 | 12 | 6  | 46 | 33 | +13 | 48   |
| 4t   | CF Can Vidalet          | 30 | 12 | 12 | 6  | 48 | 31 | +17 | 48   |
| 5è   | UA Horta                | 30 | 12 | 10 | 8  | 42 | 33 | +9  | 46   |
| 6è   | FC Vilafranca           | 30 | 12 | 9  | 9  | 33 | 30 | +3  | 45   |
| 7è   | UE Castelldefels        | 30 | 13 | 6  | 11 | 42 | 36 | +6  | 45   |
| 8è   | UE Rubí                 | 30 | 12 | 8  | 10 | 60 | 48 | +12 | 44   |
| 9è   | AEC Manlleu             | 30 | 11 | 8  | 11 | 45 | 43 | +2  | 41   |
| 10è  | UE Valls                | 30 | 11 | 7  | 12 | 32 | 35 | -3  | 40   |
| 11è  | UD San Mauro            | 30 | 11 | 6  | 13 | 34 | 26 | +8  | 39   |
| 12è  | CF Pobla de Mafumet     | 30 | 11 | 6  | 13 | 40 | 45 | -5  | 39   |
| 13è  | UE Rapitenca            | 30 | 10 | 8  | 12 | 41 | 48 | -7  | 38   |
| 14è  | UE Figueres             | 30 | 8  | 13 | 9  | 30 | 41 | -11 | 37   |
| 15è  | Palamós CF              | 30 | 6  | 5  | 19 | 34 | 67 | -33 | 23   |
| 16è  | CF Lloret               | 30 | 5  | 3  | 22 | 32 | 71 | -39 | 18   |

PJ = Partits Jugats; G = Partits Guanyats; E = Partits Empatats; P = Partits Perduts; GF = Gols a Favor; GC = Gols en Contra; DG= Diferència de Gols; Pts = Punts;
|  | Ascens a Tercera RFEF            |
|  | Promoció d'ascens a Tercera RFEF |
|  | Descens a Primera catalana       |

## Estadístiques individuals

### Golejadors
| Jugador                    | Gols |
| -------------------------- | ---- |
| Biel Carreras Alonso       | 6    |
| Alioune Gueye              | 5    |
| Santiago Nicolás Rodríguez | 4    |
| Assane Diao                | 2    |
| Gerard Redondo Pertegas    | 2    |
| Marc Bech Rodríguez        | 2    |
| Xavier Ferrón Palau        | 2    |
| Ayoub Jaaidi Abdelkader    | 1    |
| Alex Sánchez Díaz          | 1    |
| Zouhair Moustakim          | 1    |
| Pere Espuña Sánchez        | 1    |
| Ot Agné Travé              | 1    |
| Uriel Rodrigo Brugnoni     | 1    |
| Aniol Casellas Solé        | 1    |

Nota: Gols només a la lliga.